# Albiez-Montrond
Albiez-Montrond és un municipi francès, situat al departament de la Savoia i a la regió d'Alvèrnia-Roine-Alps.